# La pasajera
La pasajera es una novela corta del escritor peruano Alonso Cueto, publicada en el 2015.

## Argumento
Sus protagonistas son Arturo y Delia, sobrevivientes de la época del terrorismo iniciado por Sendero Luminoso que ha dejado profundas heridas en ambos. Algún tiempo después de la guerra, Arturo conduce un taxi en la ciudad de Lima. Un día recoge como pasajera a Delia cuya violación él dirigió en un cuartel en las afueras de Ayacucho. Al comienzo, ella no lo reconoce pero luego cuando él vuelve a verla ella lo rechaza. Un tercer personaje llamado Enrique irrumpe en la historia para darle un nuevo giro.

## Personajes

### Principales
- Delia: Es una mujer joven, de origen ayacuchano, que ha sufrido abusos de parte de los soldados en la época de la guerra con Sendero Luminoso. Tiene una hija y trabaja en una peluquería en el sur de la ciudad de Lima.
- Arturo Olea: Un exoficial del Ejército peruano que trabajaba en una guarnición en las afueras de Ayacucho. Lo mueve su obsesión por librarse de la culpa por lo que sucedió con Delia.

### Secundarios
- El Coronel: Vive confinado en su casa, víctima del Alzheimer. Fue el oficial superior de Arturo en la guarnición.
- Chacho y Guayo: excompañeros de Arturo en el Ejército.
- Liz: amiga y confidente de Delia. Al final de la historia, se sugiere que es la madre de Delia.
- Enrique: vecino de Delia que vive en secreto su amor por ella.

## Adaptaciones
En el 2014, Salvador del Solar la adaptó al cine, bajo el título de Magallanes, la cual ganó el Premio de Cine en Construcción en el Festival de San Sebastián del 2014.

## Críticas y reseñas deLa pasajera
- "Reseña La pasajera de Alonso Cueto" por Universo Paralelo
- 'La pasajera', una gran historia de Alonso Cueto por José Miguel Silva
- "Alonso Cueto: La pasajera" por Raúl Mendoza Canepa
- Presentación "La pasajera"